# Unteres Remstal (Naturschutzgebiet)
Das Naturschutzgebiet Unteres Remstal liegt auf dem Gebiet der Städte Remseck am Neckar (Landkreis Ludwigsburg) und Waiblingen (Rems-Murr-Kreis) in Baden-Württemberg.
Das Gebiet erstreckt sich entlang der Rems unweit östlich des Neckars südöstlich des Kernortes Neckarrems. Nördlich verläuft die Landesstraße L 1140, westlich – teilweise am westlichen Rand – die L 1142 und östlich die B 14.
Über das Gebiet verläuft auf dem Remstal-Viadukt die Bahnstrecke Waiblingen–Schwäbisch Hall-Hessental.

## Bedeutung
Für Remseck am Neckar und Waiblingen ist seit dem 6. April 1987 ein 158,3 ha großes Gebiet unter der Kenn-Nummer 1.149 als Naturschutzgebiet ausgewiesen. Es handelt sich um ein tief in den Muschelkalk eingeschnittenes Tal mit Mäandern, Laubmischwäldern an den Hängen, natürlich angesiedelte Wälder auf ehemaligen Weinbergterrassen, Reste von Auewäldern, Ufergehölzsäume, Wiesen, Feuchtgebiete, Flächen mit Steppenheidecharakter. Die Hangterrassierung ist kulturhistorisch bedeutsam. Das Gebiet ist ein wertvoller Raum für die ruhige und schonende Naherholung und Naturbeobachtung.